# 副知事 (日本)
副知事（ふくちじ）は、都道府県において知事を補佐し、その補助機関たる職員の担任する事務を監督する、地方自治法に定められた特別職の地方公務員である。知事が欠けたときにはその任務を代行する。

## 人数・任期
地方自治法の第161条第2項において、都道府県には副知事を1名置くことが定められている。ただし、特別に条例で定めることで、2名以上の副知事を置くことができる。小さい県では副知事が1名のこともあるが、多くの都道府県では条例により複数の副知事を置いており、北海道・大阪府・京都府・神奈川県・福岡県は3名、東京都・愛知県は4名である。
副知事の任期は4年であるが、知事は任期内であっても副知事を解職することができる。また、副知事が任期中に辞職を申し出る場合、20日以上前に知事（知事が欠けている場合は都道府県議会）に申し出て、その承認を受けなければならない。このほか、住民からのリコールにより失職することがある。
山形県は2021年3月から7か月余りの間、吉村美栄子知事が提出した副知事選任の人事案が県議会で否決されたため副知事がおらず、特命補佐が代理を務めていた。10月28日に元商工労働部長の平山雅之が就任し、副知事不在が解消されることになった。

## 選任方法・資格
副知事は知事が指名し、都道府県議会の同意を得て選任される。このため、知事と議会の多数派とが対立しているオール野党の場合、副知事が任命できない事態が起こりうる。
拘禁刑以上の刑の執行中であったり、選挙違反や政治資金規正法違反や公職時代に収賄罪や斡旋利得罪で有罪となって公民権停止の者は副知事になることができない。国会議員、地方議会議員、常勤の地方公共団体職員、検察官、警察官、公安委員会委員、なろうとしている都道府県が発注する業務を請け負う会社の役員等も副知事になることができない。
中央省庁のキャリア官僚を副知事として受け入れるケースが少なからずあり、2015年時点では、総務省から7人、国土交通省から5人、厚生労働省から2人、農林水産省から2人、経済産業省から2人、環境省から1人の、計19人が副知事として、中央から地方に出向している。特に総務省・国土交通省から出向した副知事が現職知事から後継指名を受けて知事選挙に出馬する事例もみられる。

## 職務
地方自治法では、副知事の職務は知事を補佐し、その補助機関たる職員の担任する事務を監督することとされている。具体的には、知事に代わって業務の詳細について検討を行うほか、専決権によって知事の判断を必要としない、重要でない事案についての最終決定を行う。複数の副知事がいる都道府県では多くの場合、副知事ごとに担当分野が定められており、副知事は定められた分野に関して上記の職務を行なう。
また、副知事には知事が欠けたとき、その代理をする職務もある。具体的には、知事が病気で入院する、逮捕される、海外訪問などで容易にその意志決定ができない状態になったときに、職務代理者として知事の代わりに都道府県の代表として業務を行う。この時、複数の副知事がいる場合には、あらかじめ知事から指定された者、席次が上の者、年齢が上の者が職務代理者を勤め、それでも定まらない場合にはくじで職務代理者を定める。
その際、公文書等においては「○○県知事職務代理者○○県副知事 某」のように表記される。

## 著名な副知事
〔 〕は副知事に就いた都道府県、（　）は前後の経歴
- 青木信之〔埼玉県〕（第40代消防庁長官、総務省自治税務局長）
- 安東隆〔大分県〕（農林水産省近畿農政局長、水産庁次長、農林水産省大臣官房総括審議官）
- 猪瀬直樹〔東京都〕（作家、公選第18代東京都知事）
- 上田繁潔〔奈良県〕（公選第3代奈良県知事、奈良県職員）
- 宇野善昌〔茨城県〕（第9代国土交通省都市局長、甲府市副市長、首都圏新都市鉄道取締役）
- 太田房江〔岡山県〕（参議院議員、経済産業官僚、公選第7代大阪府知事）
- 小笠原暁〔兵庫県〕（芦屋大学学長、日本オペレーションズ・リサーチ学会会長）
- 片山虎之助〔岡山県〕（参議院議員、初代・2代総務大臣、第68代郵政大臣、第56代自治大臣、第26代総務庁長官）
- 北井久美子〔静岡県〕（弁護士、厚生労働官僚、中央労働委員会事務局長、厚生労働省雇用均等・児童家庭局長、東京都公安委員会委員長）
- 北島智子〔新潟県〕（医師、厚生労働技官、厚生労働省関東信越厚生局長、環境省総合環境政策局環境保健部長）
- 久保信保〔広島県〕（第35代消防庁長官、総務省自治財政局長）
- 河野俊嗣〔宮崎県〕（公選 第18・19・20代宮崎県知事）
- 小山峰男〔長野県〕（参議院議員）
- 加藤さゆり〔長野県〕（全国地域婦人団体連絡協議会事務局長）
- 岸昌〔大阪府〕（公選第4代大阪府知事）
- 斎藤健〔埼玉県〕（衆議院議員、第61・62代農林水産大臣）
- 佐々木喜久治〔徳島県、秋田県〕（公選第4代秋田県知事、内務・自治官僚、第11代消防庁長官）
- 謝花喜一郎〔沖縄県〕（地方公務員、沖縄県知事公室長）
- 城福健陽〔京都府〕（運輸安全委員会事務局長）
- 鈴木俊一〔東京都〕（公選9 - 12代東京都知事）
- 高秀樹〔静岡県〕（財務省主計局主計官、財務省会計センター次長、北海道財務局長、ビックカメラ顧問、豊島ケーブルネットワーク代表取締役社長）
- 滝実〔奈良県〕（第89・91代法務大臣、衆議院議員、第22代消防庁長官、自治省自治税務局長）
- 続訓弘〔東京都〕（参議院議員、第23 - 25代総務庁長官）
- 寺田吉道〔新潟県〕（国土交通省大臣官房長）
- 富川盛武〔沖縄県〕（第10代沖縄国際大学学長）
- 中村清〔三重県〕（衆議院議員）
- 難波喬司〔静岡県〕（国土交通技官、工学博士、国土交通省大臣官房技術総括審議官、京都大学経営管理大学院客員教授、慶應義塾大学大学院政策・メディア研究科特任教授、土木学会論説委員）
- 野中広務〔京都府〕（第38代自由民主党幹事長、第38代沖縄開発庁長官、第63代内閣官房長官、第48代自治大臣、第56代国家公安委員会委員長、衆議院議員、京都府議会議員、園部町長、園部町議会議員）
- 服部誠太郎〔福岡県〕（公選第20代福岡県知事）
- 浜渦武生〔東京都〕（政治活動家、国会議員政策担当秘書、東京都知事特別秘書）
- 原邦彰〔和歌山県〕（総務官僚、第21代総務事務次官）
- 坂東真理子〔埼玉県〕（第5代昭和女子大学理事長、第8代昭和女子大学学長）
- 古本伸一郎〔愛知県〕（衆議院議員、財務大臣政務官）
- 堀達也〔北海道〕（公選13・14代北海道知事）
- 牧元幸司〔宮崎県〕（農林水産省農村振興局長、第41代林野庁長官、林野庁次長）
- 松山義雄〔埼玉県〕（衆議院議員）
- 宮坂学〔東京都〕（ヤフー代表取締役社長）
- 森岡仙太〔愛知県〕（トヨタホーム代表取締役社長、トヨタ自動車常務）
- 吉本明子〔愛知県〕（厚生労働官僚、中央労働委員会事務局長、人材開発統括官）